# 花園山
花園山（はなぞのさん）は茨城県にある山。標高798メートル。一帯には花園湿原、花園川、花園渓谷などの景勝地や花園神社といった史跡があり、花園花貫県立自然公園の中心をなしている。
山中には茨城県指定の天然記念物3件、県指定の名勝が1件あり、「花園山と浄蓮寺」として茨城百景にもなっている。また、特徴的な変成岩は地学研究分野でよく知られている。

## 地形・地質
一帯は阿武隈高地の南部にあたり、特に他の地域と区別して多賀山地と呼ばれることもある。花園山と西隣りの栄蔵室（標高881.3メートル）あたりは標高800メートルから900メートル程度の起伏が少ないなだらかな波状の地形になっていて、多賀山地の典型的な様相（隆起準平原）を示している。花園山の山頂は、一帯が隆起したあと河川の侵食を受けた際に残った侵食残丘である。
地質的には、緑色片岩・雲母片岩・片麻岩・石英片岩などから成る古い岩石が広範囲にみられる。これらは茨城県内では年代的に最古の時代に属する岩石で、周囲の地名から「御斉所変成岩」「竹貫変成岩」、あるいは「御斉所・竹貫変成類」と呼ばれている。この岩石は珪線石・紅柱石タイプの低圧型変成相系列の典型例として世界的な知名度がある。
部分的には大理石（結晶質石灰岩）の層があり、小さな鍾乳洞もみられる。
東麓や南麓は花園川やその支流による侵食を受けて険しい崖になっており、花園渓谷や猿ヶ城渓谷と呼ばれている。

## 自然環境

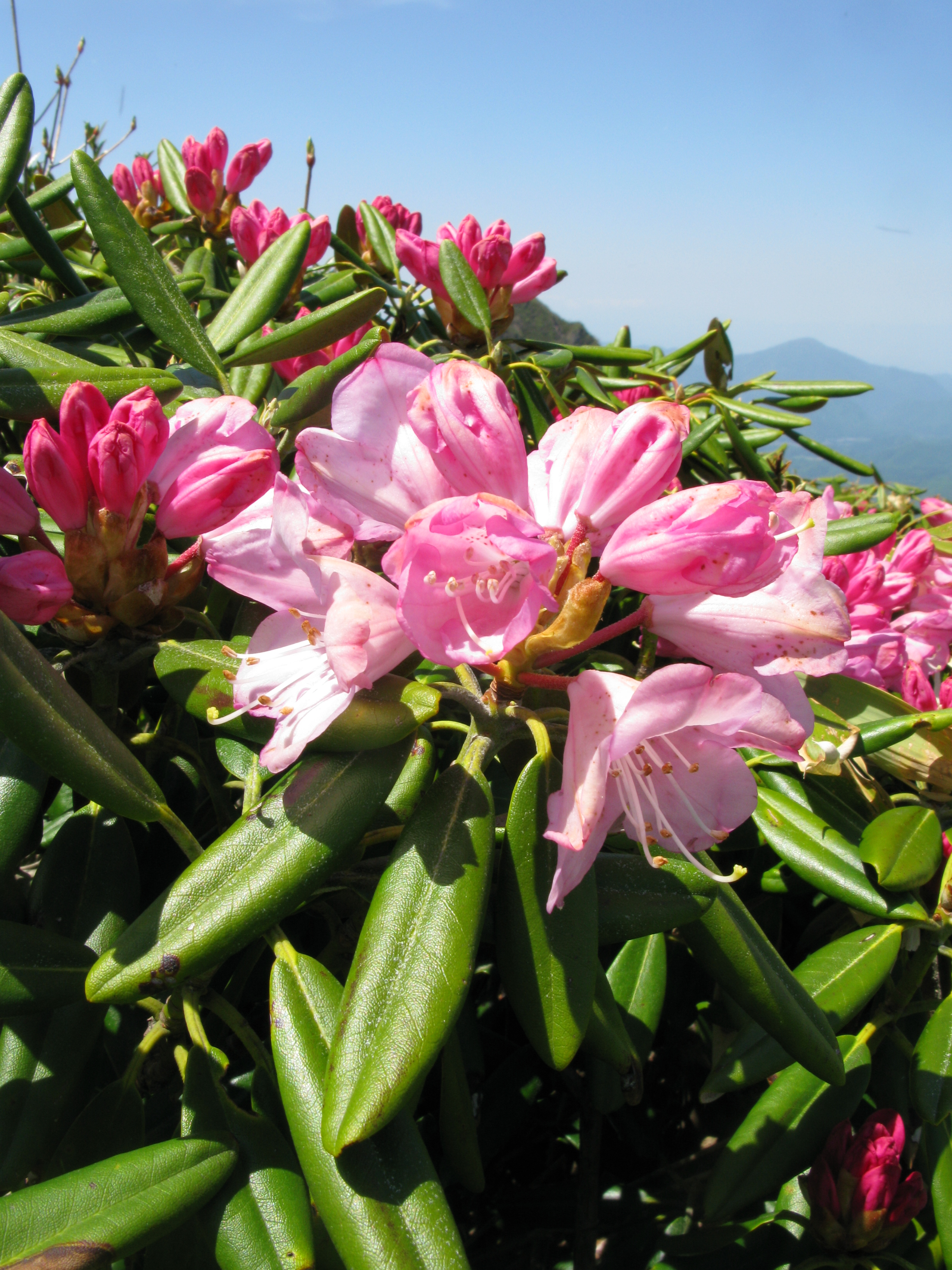
アズマシャクナゲ（撮影地は花園山ではなく福島県会津地方）

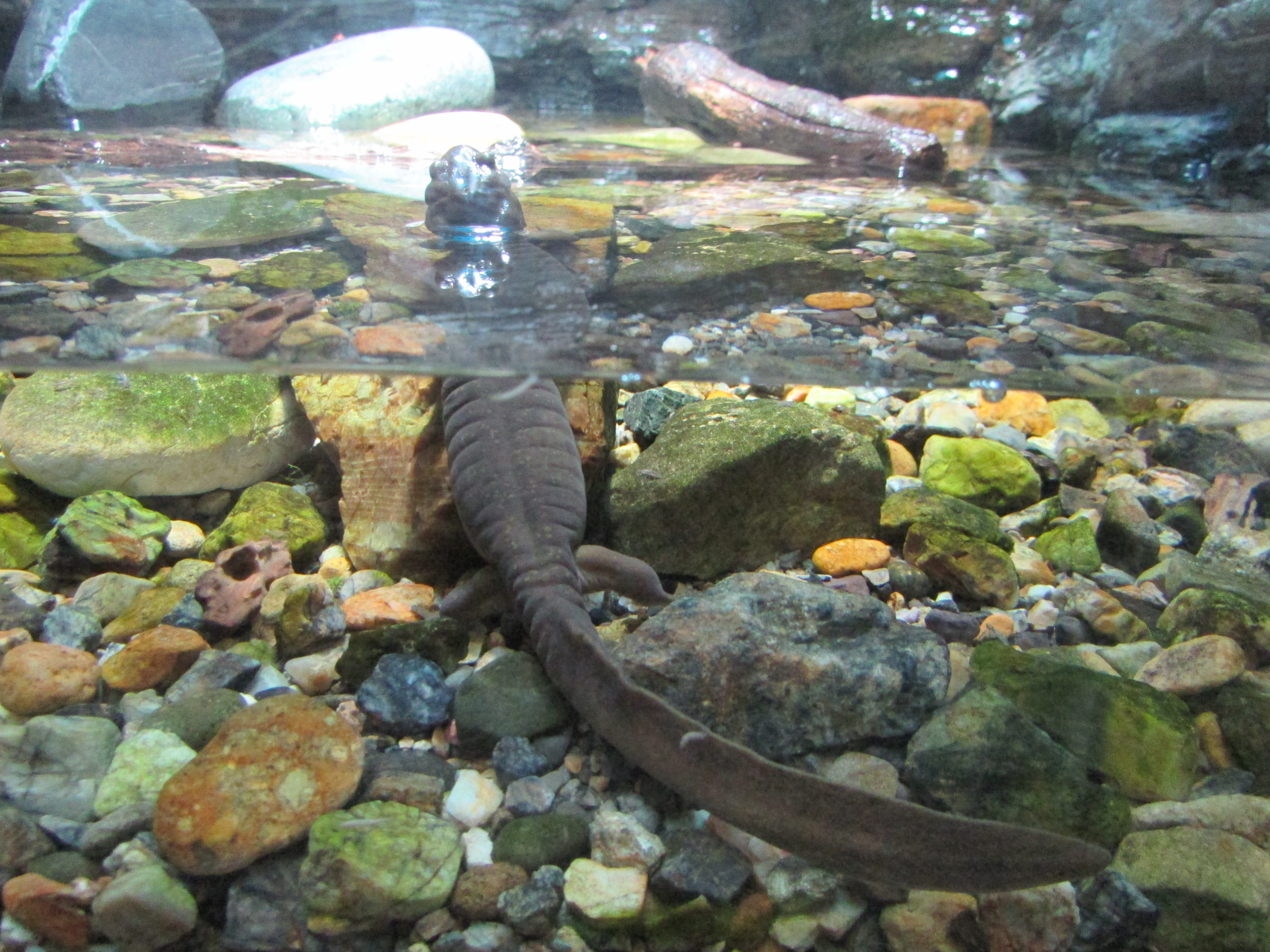
クロサンショウウオ

花園山は茨城県の中では最も涼しい地域である。そこに山岳、渓流、湿原、人工的な植林や牧場などの多様な環境が複雑に入り組んでおり、多様な生物環がみられる。

### 植生
一帯は温暖な落葉広葉樹林であるが、大部分はスギとヒノキから成る植林にとってかわられている。その中に部分的にモミ、シラカバがみられ、ブナ、ミズナラが極相をなす原生林もみられる。また、花園湿原（亀谷地湿原）などの大きな湿原のほか、小規模な湿原も散在する。
断崖に滝が懸かる七ッ滝や猿ヶ城に群生するアズマシャクナゲは、茨城県の天然記念物「花園山シャクナゲ群落」として指定を受けている（昭和11年〈1936年〉4月17日指定。）。
このほか特徴的な植物としては、以下の様なものが挙げられる。
- シダ植物 - アスヒカズラ（ヒカゲノカズラ科）、キヨスミコケシノブ（コケシノブ科）、シラネワラビ（オシダ科）、
- ザゼンソウ（サトイモ科）
- バイケイソウ（ユリ科）
- マイヅルソウ（スズラン亜科）
- ナガバノキソチドリ（ラン科オオキソチドリの亜種）
- ナンブワチガイソウ （ナデシコ科ワチガイソウ属）
- ミヤマツチトリモチ（ツチトリモチ科）
- ヒメイチゲ（キンポウゲ科）
- ヤグルマソウ（ユキノシタ科）
- オオカニコウモリ（キク科）
- クルマバハグマ（キク科）
- イワキハグマ（キク科）
- ケヤマウコギ（ウコギ科）
- キバナウツギ（スイカズラ科）
- タキネツクバネウツギ（スイカズラ科ツクバネウツギの亜種）
- ヤマシャクヤク（ボタン科）
- オヒョウ（ニレ科）
- エゾヒノキ（ヒノキアスナロ）
- コミネカエデ（カエデ科）

### 動物
春先には水たまりでクロサンショウウオが産卵する。そのほか、高山性・山地性の動物が生息し、オゼイトトンボ（イトトンボ科）、ルリボシヤンマ（ヤンマ科）やトンボの羽に寄生するトンボダニカ（ヌカカ科）、蝶類では雑木林に棲むウスイロオナガシジミやアイノミドリシジミといったシジミチョウ科、雑木林に蟻塚を作るエゾアカヤマアリ（アリ科）、水棲のトワダカワゲラ（トワダカワゲラ科）やヤマメ（サケ科）などが代表的である。
このほか特徴的な動物としては、以下の様なものが挙げられる。
- 昆虫類 - カゲロウ、ムカシトンボ、カミキリムシ、ホシチャバネセセリ、サカハチチョウ、ミヤマカラスアゲハ、オオヒカゲ、エゾゼミ、アカエゾゼミ
- 鳥類 - オオルリ（ヒタキ科）、サンコウチョウ（ヒタキ科）、コルリ（ツグミ科）、ホトトギス（カッコウ科）、カッコウ（カッコウ科）、ヤマセミ（カワセミ科）、アカショウビン（カワセミ科）、カワガラス（カワガラス科）
- 哺乳類 - ニホンアナグマ、ハクビシン

## 地誌

### 花園神社
花園山の南西の麓の谷底に花園神社がある。社伝で延暦14年（795年）に坂上田村麻呂による創建とされる古社で、花園川流域10ヶ村の総社として崇められてきた。県の天然記念物「花園山シャクナゲ群落」はこの境内にあり、この群落が「花園」の地名の由来だとされている。
ほかにも神社の境内にある樹木が「花園の大スギ」（昭和35年（1960年）12月13日指定。）・「花園のコウヤマキ」（昭和35年（1960年）12月13日指定。）として、茨城県の天然記念物に指定されている。
神社から渓谷沿いに分け入ると、奥の院がある。その途中に「七ツ滝」と呼ばれる7段の滝があり、茨城県の名勝指定を受けている（昭和27年（1952年）12月18日指定。）ほか、茨城百景にも選ばれている。
この滝の滝壺は、大北川（花園川の合流先）の河口の磯につながっているとされており、神社では7年に1度、その磯（亀枡磯）で神事を行う。御神体はアワビであるとされていて、神社の氏子はアワビを食してはいけないとされている。

### 花園城
「花園」という地名は古い時代から史料にみえる。特に平安時代末期の源平騒乱の時期には、源頼朝と敵対した佐竹秀義が、金砂城の戦いで敗れたあと花園山（花園城）に篭ったと伝えられ、『吾妻鏡』にも登場する。
佐竹秀義は花園山の洞窟を拠点にして頼朝に抗ったといい、サルから食べ物を与えられたことから「猿ヶ城」との呼び名がついたという。ただし実際には花園山一帯でニホンザルは確認されていない。佐竹秀義はのちに山を下りて頼朝に降り、赦されて臣下となった。